# روبرت ربلي
روبرت ريبلي (بالإنجليزية: Robert Ripley)‏ هو رسام كاريكاتير أمريكي قضى حياته باحثاً عن الأخبار الغريبة - وهو أول من أطلق العنوان الشهير «صدق أو لا تصدق» -. وفي حين نعته البعض بأكبر كذاب على وجه الأرض اعتبره معجبوه موسوعة غرائب متحركة.. ولد في عام 1893 وعمل رساما لدى ثلاث من كبريات الصحف إلا انه طرد من الصحافة أكثر من مرة فاحترف لعبة البيسبول ثم كسرت يده فانصرف إلى وضع الرسوم للصحف الرياضية.. وفي إحدى ليالى عام 1918 جلس ريبلي في مكتبه يبحث عن فكرة يرسمها، ومرت ساعات بدون أن يجد الموضوع المناسب، ولما يئس رسم حادثة رياضية غريبة أطلق عليه اسم «صدق أو لا تصدق». ثم راقت له الفكرة فتعاقد مع الصحف على تزويدها أسبوعيا برسم رياضي غريب مرفق به تعليق بسيط. واستمر نجاح ريبلي بهذه المهنة لعشر سنوات حتى ملت الصحف هذه التجربة رغم نجاحها الواسع.
كاد ريبلي يفقد مورد رزقه حتى رسم عام 1928 تعليقا أدهش ملايين القراء وأقام عليه الدنيا ولم يقعدها؛ فقد ادعى ان لندبرغ «ويعد بطلاً أمريكياً» لم يكن أول من عبر المحيط الأطلسي كما يعتقد الجميع - بل الشخص السابع والستين في ذلك الإنجاز، وفورا طالبه النقاد بسحب «كذبته الوقحة» إلا انه أثبت صدق دعواه بقوله ان الطيارين البريطانيين «براون» و«الكوك» عبرا المحيط الأطلسي قبل لندبرغ بسنوات. كما عبر المحيط الأطلسي إلى أمريكا واحد وثلاثون شخصاً على متن المنطاد البريطاني «ر - 34» القادم من اسكتلندا، وبعد ذلك حمل المنطاد الألماني «زبلن - 3» أربعة وثلاثين شخصا إلى أمريكا.. وبهذا يكون ترتيب لندبرغ السابع والستين في عبور المحيط الأطلسي - وليس الأول كما يحب الأمريكان أن يسمعوا!!.
بعد هذه الحادثة «تخصص» روبرت ريبلي بالبحث عن الأخبار الغريبة وعضدها بالرسوم الايضاحية وبيعها للصحف تحت عنوان صدق أو لا تصدق. وسرعان ما لاقت أفكاره نجاحا خرافيا داخل أمريكا وخارجها. ثم أصبح لريبلي مراسلون في جميع أنحاء العالم يزودونه بالغريب والنادر من الأخبار. وكان لريبلي معجبون في كافة أنحاء العالم، وكانوا يكتبون له عما يصادفونه من غرائب. كما كان له مناوئون يعتبرونه دجالا كبيرا؛ وكانت تصله رسائل لا تحمل على مظاريفها أي عنوان غير عبارة «إلى أكبر كذاب في العالم».. وكان البريد يحولها فورا إلى مكتب ريبلي!! وكان ريبلي هو الوحيد في العالم - صدق أو لا تصدق - الذي تصله مليون رسالة في العام. وفي أحد الأعوام أحصى مكتب البريد ثلاثة ملايين رسالة حولت إلى ريبلي؛ أي أكثر من 8000 رسالة في اليوم!!. اليوم، أصبح معروفاً ان الجرائد في 38 دولة تنشر ب «17 لغة» زاوية «صدق أو لا تصدق» التي قد تجد فيها غرائب من قبيل: صدق أو لا تصدق ان الشاعر الفرنسي لروان بوميل أثناء سجنه في الباستيل كتب 700 قصيدة بواسطة إبرة، حفر بها الكلمات على صفائح من التنك.. وصدق أو لا تصدق أن البومة هي الحيوان الوحيد الذي ينظر في وقت واحد باتجاهين مختلفين.. وان كلية وولسي في إنجلترا شيدت من بقايا قناديل البحر.. وان المحامي لويس برنار ترافع لمدة 120 ساعة بانتظار وصول عفو ملكي لموكله المحكوم عليه بالإعدام.. وأن الملك لويس الرابع عشر لم يستحم طوال حياته.. وأن البصل كان يقدم كحلوى على موائد الرومان.. وانه يمكن رمي كرة الجلة باتجاه الغرب لمسافة أطول من الشرق بسبب دوران الأرض.. وأخيراً ان بحيرة أثرسلين في ألمانيا اختفت عام 1870 وعادت للظهور بعد 66 سنة!!
هذا هو ريبلي الذي انشأ أكبر مؤسسة للغرائب ولكنه - صدق أو لا تصدق - لم يدخلها طوال حياته غير ثلاث مرات!!

## وفاته
توفي بسبب سكته قلبيه في 27 مايو 1949 م.كس

## روابط خارجية
- روبرت ربلي على موقع الموسوعة البريطانية (الإنجليزية)
- روبرت ربلي على موقع إن إن دي بي (الإنجليزية)